# 王姐广告
王姐广告，即假托虚拟人物“王姐”之名的系列医药广告，将人工流产描述成轻松愉快的经历引起极大争议。2005年前后开始从天津电台等媒体开始滚动轰炸式播放，后来大量假托王姐之名的医疗广告出现在中国大陆北京、河北、河南、陕西及东北地区等地的广播电台，而类似的医疗广告也在中国大陆的诸多地方电台有播放，后经郭德纲、于谦在其合说的相声《学电台》中引用、演绎和讽刺，开始成为恶搞文化的一部分。2010年2月，天津市卫生局表示将对相关医疗机构和广告采取措施。
在引发争议的同时，亦有新闻学和广告学的研究者，对于这则广告的伦理和舆论效果进行了研究。其中，华中科技大学的新闻学研究者称王姐广告等从一个侧面体现出女性社会地位的提高。

## 广告内容
关于假托“王姐”之名的医药广告版本众多，但是引起争议最大的是有关于“人工流产”的医药广告，该广告造成了不良的社会影响。

### 版本一
背景：小张发现自己怀孕了。
- 小张：“王姐，意外怀孕了，怎么办？我好害怕啊！”
- 王姐：“小张，你别害怕，轻轻松松三分钟解决意外怀孕烦恼。‘今天做手术，明天就上班！’”
- 背景音乐：“不是我不小心 只是真情难以抗拒……”
- 旁白：“意外怀孕怎么办？某某医院帮助您！”

### 版本二
小张发现自己怀孕了，怕耽误工作，影响升职。
- 小张问老公：“老公，我意外怀孕了怎么办？”
- 老公说：“听王姐说，某某医院好，轻轻松松三分钟解决意外怀孕烦恼。‘今天做手术，明天就上班！’”
- 小张说：“那好，明天我就去试试。 ”

### 版本三
王姐惊觉小张做完流产手术第二天就来上班。
- 王姐问小张：“小张，你不是去做人流了吗，怎么今天就上班了？”
- 小张说：“我去的某某医院，无痛人流，‘今天做手术，明天就上班！’”

### 郭德纲、于谦演绎版本
2011年2月8日，德云社在北京展览馆相声专场中，郭德纲和于谦合说的相声《学电台》中模仿和讽刺的该广告。
- 第一段，郭德纲模仿电台节目中第一次插播王姐广告[1][需要更多来源]。
  - 王姐：去大铁棍子医院！找佟（捅）主任，手术费200元。干净利落！
  - 某人：耽误上班吗？
  - 王姐：今天做手术，明天就上班！

- 第二段，郭德纲模仿电台节目中第二次插播王姐广告[1]。
  - 某人：王姐，我又怀孕啦！
  - 王姐：不是告诉过你吗？去大铁棍子医院！微管可视手术，手术费两百元。
  - 某人：会耽误我的工作吗？
  - 王姐：不会的。今天做手术，明天就上班！

- 第三段，郭德纲模仿电台节目中第三次插播王姐广告[1]。
  - 某人：王姐，我又怀孕啦！怎么办？
  - 王姐：都告你3回啦吗！大铁棍子医院！找佟主任！
  - 某人：耽误工作吗？
  - 王姐：像您这样的就甭上班了！
  - 或（后来演出的版本中）王姐：这次我可帮不了你了，因为我也怀孕了！

- 第四段，郭德纲模仿电台评论节目主持人[1]。
  - 主持人：请问各位，有没有还因为没有找到工作而苦恼的朋友。如果您还没找到工作，本台推荐到大铁棍子医院去做一个手术。今天做手术，明天就上班！

## 影响和整顿

### 不良影响及恶搞
王姐广告把人流描述成轻松愉快的经历存在严重误导，漠视人工流产对女性的伤害，降低了女青年的警惕性，是人流率上升的原因之一。
天津一位13岁少女由于该医疗广告的不正当宣传，轻视人工流产的危害，在记者采访询问“害不害怕做手术？”时，回答：“不怕啊。电视上不都说了吗？‘今天做手术，明天就上班’。应该不疼吧。”
后来大量假托王姐之名的医疗广告出现在河北、河南、陕西及东北地区等地的广播电台，根据此广告衍生成中国大陆网民的恶搞文化，用“意外怀孕怎么办”来造句成为网络恶搞活动之一。该句并没有像网络神兽那样，针对中国政府的网络审查制度进行讽刺和戏耍，而是针对无德传媒为贪图广告费用而大肆插播低俗广告行为的一种调侃，大部分句子其实是无意义的，但是其中一部分流露出一些针对性，比如对各种社会现象的讽刺。因为红杏出墙，和意外怀孕，在中国社会中普遍被认为是一件负面的事情。所以恰恰成为了黑色幽默的笑点。

### 整顿治理工作
“意外怀孕怎么办”被石家庄市卫生局列为2007年十大非法行医案。2010年2月23日，天津市卫生局表示将对无痛人流手术以及相关广告将进行管理和整顿，并且对广告中违规出现人工流产等内容将采取措施。天津市政协十三届一次会议的市政协委员宋立刚表示，虚假医药保健品广告泛滥，政府应当严惩。

## 相关研究

### 积极评价
天津电视台财务部工作人员李镇国撰文称广告创收意义重大，并未指出不当广告内容上的不妥。华中科技大学有新闻学研究者称经过对王姐广告等无痛人流广告的文本分析，这从一个侧面体现出女性社会地位不断提高。同时认为虽然一些人流广告缺少人文关怀，但是对女性的尊重是能够在广告中体现出来。

### 消极评价
徐娜、陈晓阳等研究者徐娜等在医学伦理学术期刊《中国医学伦理学》发表论文提出广告道德缺失是违法医疗广告泛滥的根本原因的观点。《中华女子学院学报》刊登文章指出无痛人流广告内容塑造了不良的女性生态环境。